# Карађорђевићи
Карађорђевићи су српска краљевска породица која је владала Србијом и Југославијом. Њен родоначелник је вожд Ђорђе Петровић - Карађорђе. На власти су били 1804—1813, 1842—1858. и 1903—1945, када је Југославија постала република.

## Историјат
Оснивач и родоначелник династије Карађорђевића је вожд Ђорђе Петровић - Карађорђе који је подигао Први српски устанак (1804). По пропасти Првог српског устанка (1813), Карађорђе се повукао из Србије.
Онда је 1815. избио Други српски устанак под вођством Милоша Обреновића и успоставила се династија Обреновића на власти у Србији. Заслугом уставобранитеља на власт у Србији је 1842. дошао Карађорђев син Александар који је био на власти до 1858. године када је на Светоандрејској скупштини поново враћен на власт кнез Милош Обреновић.
Крсна слава дома Карађорђевића је "Св. Андрија Првозвани". До 1890. године крсна слава Карађорђевића била је "Св. Климентије". Престолонаследник Петар је променио славу након смрти супруге Зорке, јер је веровао да му доноси несрећу. Изабрао је нову славу "Св. Андрију", у спомен дана када је његов отац кнез Александар 1858. године био свргнут са престола. Држао се речи свога оца изговорене тада: "Свети Андрија нас је проћерао, Свети Андрија ће нас и довести на престо".
После мајског преврата (1903) и убиства краља Александра Обреновића и краљице Драге Обреновић престала је да постоји династија Обреновића и на власт је позван Александров син, Карађорђев унук Петар. Краљевина је званично укинута 1945. године, а краљевска породица је била у избеглиштву. Син краља Петра II, принц Александар, дошао је са супругом 2001. године у Србију и живе у двору на Дедињу.
Маузолеј Карађорђевића је на Опленцу код Тополе.
Имовину Карађорђевића комунистичка власт је одузела 1947. године.

## Владари
|                         | Владар                    | Титула                                          | Владао                                   | Живео                                  |
| ----------------------- | ------------------------- | ----------------------------------------------- | ---------------------------------------- | -------------------------------------- |
| Карађорђе Петровић      | Ђорђе Петровић Карађорђе  | Вожд                                            | 14. фебруар 1804. — 7. октобар 1813.     | 16. новембар 1762. — 26. јул 1817.     |
| Александар Карађорђевић | Александар Карађорђевић   | Кнез Србије                                     | 14. септембар 1842. — 12. децембар 1858. | 11. октобар 1806. — 3. мај 1885.       |
| Петар I Карађорђевић    | Петар I Карађорђевић      | Краљ Србије Краљ Срба, Хрвата и Словенаца       | 15. јун 1903. — 16. август 1921.         | 11. јул 1844. — 16. август 1921.       |
| Александар Карађорђевић | Александар I Карађорђевић | Краљ Срба, Хрвата и Словенаца, Краљ Југославије | 16. август 1921 — 9. октобар 1934.       | 16. децембар 1888. — 9. октобар 1934.  |
| Петар II Карађорђевић   | Петар II Карађорђевић     | Краљ Југославије                                | 9. октобар 1934. — 29. новембар 1945.    | 6. септембар 1923. — 3. новембар 1970. |

## Генеалогија
Карађорђева жена била је Јелена Јовановић. Имали су четири ћерке и два сина Алексу и Александра.
Алекса је имао само једног сина Ђорђа, који је имао синове Алексу и Божидара од којих даље нема потомака. Александар је имао десеторо деце од којих је шесторо преживело детињство, његови синови Петар и Арсен имају потомство које је обухваћено породичним правилницима из 1909. и 1930. године и које данас чини династију Карађорђевић.
- Сава (1793—1847), удата за Антонија Ристића, звани Пљакићи
- Сарка (1795—1852), удата за Николу Кара-Марковића, па за Теодора Тошу Бојанића
- Пола (1797—1812), удата за Јовицу Милановића
- Стаменка (1799—1875), удата за Димитрија Ристића (?-1834), па за Илију Чарапића (1792—1844)
- Алекса (1801—1830) и Марија Трокин (1806—1827)
  - Ђорђе (1827—1884) и Сара Анастасијевић (1836—1931), ћерка капетана Мише
    - Алекса (1859—1920) и Дарија Прат (1859—1938)
    - Божидар (1862—1908)
- Александар (1806—1885) и Персида Ненадовић (1813—1873)
  - Полексија (1833—1914), удата за Константина Николајевића (1821—1877), па за Александра Прешерна
  - Клеопатра (1835—1855), удата за Милана Петронијевића (1831—1914)
  - Петар I (1844—1921) и Зорка Петровић-Његош (1864—1890) - њихови потомци чине старију грану краљевског дома Карађорђевића
  - Јелена (1846—1867), удата за Ђорђа Симића (1843—1921)
  - Ђорђе (1857—1888), није се женио, нема потомака
  - Арсен (1859—1938) и кнегиња Аурора Павлова Демидова ди Сан Донато (1873—1904) - њихови потомци чине млађу грану краљевског дома Карађорђевића

Према подацима Српског ДНК пројекта Карађорђевићи припадају словенској хаплогрупи I2a-CTS10228. То је закључено тестирањем мушких сродника ове породице у околини Смедеревске Паланке, а који су несумњиво повезани са њима.

## Краљевски дом

### Породични правилник
Према Породичном правилнику за чланове Краљевског дома из 1909, чланови Краљевског дома су: краљ Петар I, његови синови — престолонаследник Александар и краљевић Ђорђе; његова кћи Јелена, до удаје њене; његов брат кнез Арсен Карађорђевић са сином кнезом Павлом А. Карађорђевићем; потомство престолонаследника Александра, краљевића Ђорђа и кнеза Павла (члан 1). Према члану 4 истог правилника, чланови Краљевског дома из куће краља владаоца и престолонаследника имају титулу Краљевског височанства, а осталим члановима Краљевског дома припада титула Височанства.
Према Породичном правилнику за чланове Краљевског дома из 1930, чланови Краљевског дома су: краљица супруга, живи преци краљеви у правој линији, а из исте династије са својим супругама, живи потомци краљеви у правој линији, са својим супругама; рођена браћа краљева и њихови потомци са својим супругама; сестре краља владаоца и сви женски потомци до удаје; стриц краља Александра I кнез Арсен; кнез Павле са супругом и потомцима, женским потомцима до удаје. Према члану 4 синови краља владаоца су краљевићи, а сви остали чланови Краљевског дома су кнежеви и кнегиње од Југославије. Сви носе титулу Краљевског височанства.
Правилници из 1909. и 1930. су једини који су икада донети.

### Чланови Краљевског дома

#### Старија линија (од краља Петра I)
1. Краљ Петар I Карађорђевић (1844—1921), син кнеза Александра
Кнегиња Зорка Карађорђевић (рођена као Љубица) (1864—1890), супруга краља Петра I, кћи црногорског краља Николе
  1. Кнегиња Јелена Карађорђевић (1884—1962), кћи краља Петра I, удата за руског великог кнеза Ивана Константиновича Романова
  2. Кнегиња Милена Карађорђевић (1886—1887), кћи краља Петра I
  3. Краљевић Ђорђе (Петров) Карађорђевић (1887—1972), син краља Петра I
Принцеза Радмила Карађорђевић (1907—1993), супруга краљевића Ђорђа
  4. Краљ Александар I Карађорђевић (1888—1934), син краља Петра I
Краљица Марија Карађорђевић (1900—1961), супруга краља Александра I, кћи румунског Краља Фердинанда I
    1. Краљ Петар II Карађорђевић (1923—1970), син краља Александра I
Краљица Александра Карађорђевић (1921—1993), супруга краља Петра II, кћи грчког краља Александроса I
      1. Престолонаследник Александар Карађорђевић (1945-), син краља Петра II, тренутни старешина краљевског дома; у јавности се појављује као Њ. К. В. Престолонаследник Александар II

    2. Краљевић Томислав Карађорђевић (1928—2000), син краља Александра I
    3. Краљевић Андреј Карађорђевић (1929—1990), син краља Александра I

  5. Кнез Андрија Карађорђевић (1890—1890), син краља Петра I

#### Млађа линија (од кнеза Арсена)
1. Кнез Арсен Карађорђевић (1859—1938), син кнеза Александра, млађи брат краља Петра I
Кнегиња Аурора Павловна Демидова ди Сан Донато (1873—1904)
  1. Кнез Павле Карађорђевић (1893—1976), син кнеза Арсена, кнез-намесник 1934-1941.
Кнегиња Олга Карађорђевић (1903—1997), супруга кнеза Павла, унука грчког краља Ђорђа I
    1. Кнез Александар (Павлов) Карађорђевић (1924—2016), син кнеза Павла
    2. Кнез Никола (Павлов) Карађорђевић (1928—1954)
    3. Кнегиња Кнегиња Јелисавета Карађорђевић (1936—), удавана за Хауарда Оксенберга (брак разведен, ћерке Кристина и Катарина Оксенберг), Нила Балфура (брак разведен, син Николас Августус Балфур) и Мануела Уљоу Елијаса (преминуо)

## Кнежевски дом Карађорђевића
Доласком на српски престо краља Петра I Карађорђевић 1903. године, завладала је Краљевином Србијом династија Карађорђевић. Доношењем породичног правилника за чланове Краљевског дома Карађорђевића 1909. и устоличењем нове краљевске династије 1903. године, установљена је и потврђена титула кнеза од Србије коју је понео краљев млађи брат Арсеније Карађорђевић-Арсен. Изворна титула коју су до тада носили чланови династије Карађорђевић наслеђену од кнеза Александра. Најстарији живи члан ове гране и уопште породице Карађорђевић је Њено Краљевско Височанство кнегиња Јелисавета П. Карађорђевић од Србије и Југославије. Чланови кнежевске породице немају наследно право на престо Србије. Чланови кнежевског дома заузимају истакнуто место у историји краљевине Србије и Југославије. Својим породичним везама, браковима ова грана краљевске породице Карађорђевић ородила у директним линијама са најплеменитијим породицама Европе, са руском кнежевском породицом Демидов, краљевском породицом Грчке и Данске, краљевском породицом Италије и кнежевском породицом Лихтенштајна. Блиске рођачке везе одржавају са британском краљевском кућом, и имају право на наслеже британске круне. Најистакнутији члан ове гране династије Карађорђевић је кнез Павле, који је као кнез регент 1934. године након убиства краља Александра Карађорђевића, водио државу као главни од тројице намесника краља Петра II. Мушки чланови су се опредељивали за војну службу, тако је кнез Арсен служио војску у руској царској армији у чину генерала, кнез Павле официр војске краљевине Србије, СХС и Југославије, кнез Александар ступио је као добровољац у британску војску као пилот РАФ-а.

### Титуле
- Његово/Њено Краљевско Височанство кнез/кнегиња од Србије/Југославије

Старешинство над кнежевском породицом носи кнез Димитрије, након смрти свог оца кнеза Александра П. Карађорђевића 2016. године.

### Грб и хералдика
На штиту иберијског типа, црвене боје налази се бели двоглави орао који носи на грудима црвени штит са белим крстом и 4 оцила. Око штита налази се бордура жуте боје. Окруњен је краљевском круном Карађорђевића. Српска краљевска круна се налази само на грбу кнеза Александра и кнегиње Јелисавете као потомака владајућег регента кнеза Павла, док се на грбовима потомака кнеза Александра налази златна краљевска хералдичка круна, са пратећим хералдичким елементима на грбу. Године 2006. кнез Александар је одлучио да уклони грбове Хрватске и Словеније са свог грба, и уреди хералдичка знамења за своје потомке.
- грб кнеза Александра
- стандард кнеза Александра
- грб кнеза Димитрија
- грб кнеза Михајла
- грб кнеза Душана
- грб кнегиње Јелисавете

## Занимљивости
- Петар II Карађорђевић је једини најстарији син из династије који је дошао на престо. Његов отац Александар, деда Петар и прадеда Александар су сви били млађи синови. Кнез Павле је као син јединац изузетак, пошто је био на челу државе као један од 3 намесника током 1934—41. Традиција је настављена и након што Карађорђевићи нису на челу државе, пошто се најстарији син престолонаследника Александра, Петар одрекао звања наследника у корист млађег брата Филипа.
- Од чланова 5. генерације династије само се Петар II венчавао само једном, и имао само једно дете.
- Сви познати савремени чланови династије потичу од кнеза Александра Карађорђевића и кнегиње Персиде. Грана његовог старијег брата Алексе је de facto изумрла 1920. када је Алексин старији унук, који се такође звао Алекса, преминуо 16. фебруара 1920.
- Кнез Александар и кнегиња Персида држе и рекорд у династији са 10 брачних деца. Међу српским династијама испред њих су краљ Никола I Петровић Његош и краљица Милена Петровић Његош са 12. Милош Обреновић је укупно имао 16 деца, али је 8 од њих било ванбрачно.
- Закључно са 20. јулом 2023. је Јелисавета Карађорђевић једини члан династије који се кандидовао за неку политичку функцију у Републици Србији. Учествовала је на изборима за председника Србије 2004. где је освојила 2,01% изашлих бирача.
- Карађорђев млађи брат Марко Петровић је такође имао потомство. Нема пуно података о њима у јавности, али је остало забележено да је приликом прве посете Тополи као краља Србије, Петру I Карађорђевићу и његовој породици пришла и представила се Маркова ћерка или унука.[4]
- Нису сви Карађорђевићи сахрањени у Опленцу: Полексија, Алекса (Карађорђев), Ђорђе (Алексин), Сарка, Алекса и Божидар су сахрањени ван.
- По неким тумачењима је уторак несрећан дан за Карађорђевиће, пошто су тог дана у недељи преминули кнез Александар (по Јулијанском календару), Петар I, краљевић Ђорђе, Јелена Карађорђевић, краљ Александар, кнез Павле и Петар II.

## Галерија
- кнез Арсен
- кнез Павле
- кнегиња Олга
- кнез Александар
- кнегиња Јелисавета